# Lefka
Lefka (en griego: Λεύκα; en turco: Lefke) es una ciudad ubicada al noroeste de Chipre, en los faldeos de los montes de Troodos, a 74 km de Nicosia, en el sector bajo gobierno de facto de la República Turca del Norte de Chipre. 
Su población en 1960 se componía de 34 greco–chipriotas, 3585 turco–chipriotas y más una minoría de maronitas, armenios y otros.
La zona se dedica a la plantación de cítricos debido a su rico suelo y disponibilidad de suficiente agua.
La ciudad alberga a la Universidad Europea de Lefka.

## Historia
Según la tradición, inicialmente existieron campos de cultivo en esta región. Luego de cientos de años, se han construido diversas casas que derivaron en la actual localidad de Lefka.
Los bizantinos ocuparon la ciudad. Estos vivieron en Chipre entre 402 y 1191 DC. En el siglo VII, algunas fuerzas árabes arribaron a la isla. Asimismo, existen evidencias que ocupación de los francos durante su período de dominación que duró hasta 1425. Los lusitanos y genoveses también ocuparon la ciudad durante su dominio.
Los venecianos permanecieron en la localidad entre 1489 y 1570 siendo ésta un asentamiento para los militares de alto rango. Evidencias dicen que ellos fueron quienes dieron los nombres a las alturas. Son ejemplos de ello, algunas montañas denominadas Gonnos, Iriya, Gobrana, Fagussa con nombres derivados del italiano.
Cuando los otomanos conquistaron la isla en 1571, supieron que las tierras de Lefka eran fértiles para la agricultura. Seguidamente se trasladaron al lugar que fue inmediatamente evacuada por los venecianos. Posteriormente, dividieron a Chipre en 16 distritos (cada uno con su propio juzgado), uno de los cuales pasó a ser Lefka.

## Período de Violencia Intercomunal
Hasta 1964, Lefka / Lefke era una pequeña localidad de población mixta con mayoría turcochipriota, donde ambas comunidades convivían pacíficamente Según el censo otomano de 1831, los musulmanes constituían el 90% de la población. Este porcentaje se redujo ligeramente hasta el 80% en 1891, casi quince años después de la llegada de los británicos. A lo largo del siglo XX, el crecimiento de la población de la aldea era estable, aumentando sustancialmente cuando las minas de cobre próximas comenzaron a operar en 1921. Esta actividad atrajo a muchos trabajadores y sus familias de todo Chipre, los que luego se instalaron en Lefka. Hacia 1960 la población era de 3674 personas.
La violencia intercomunal se inició a finales de 1950, cuando la mayoría de los grecochipriotas huyeron de las tensiones entre las comunidades causadas por la lucha EOKA. En 1960 quedaban sólo 88 grecochipriotas en la localidad. Sin embargo, cuatro años más tarde, debido a la discordia entre comunidades, todas los restantes abandonaron Lefka. En esos años, cuando la lucha intercomunal tuvo su máximo desarrollo, la preocupación del Gobierno en el sector de Kokkina - Lefka - Xeros se refiere principalmente con las actividades de preparación contra invasión y la creencia de que turcos continentales y armas turcas están siendo contrabandeadas hacia el área por mar. Influencia turcochipriota en la zona es fuerte y Lefka era el bastión turco-chipriota. Frente a esto, fuertes contingentes de la Guardia Nacional se han localizado en la zona, especialmente en Xeros.
Para comprender este período, es importante leer la historia de la Cyprus Mines Corporation.
Durante ese período, la ciudad sirvió como un importante centro de recepción para muchos turcochipriotas desplazadas que habían huido de los pueblos cercanos. La primera evacuación en la región tuvo lugar en Karavostasi y Xeros a finales de diciembre de 1963, cuando irregulares grecochipriotas forzaron a los turcochipriotas a abandonar sus hogares. Esto habría sido en represalia por la evacuación anteriormente mencionada de los grecochipriotas de Lefka / Lefke en 1958 (durante la campaña EOKA). La segunda oleada de desplazados se produjo a partir de enero de 1964.
El 8 de agosto de 1964, durante el enfrentamiento de Kokkina, UNFICYP evacua hacia la ciudad a 40 turcochipriotas en vehículos blindados. En ese entonces, Lefka tenía unos 8000 habitantes protegidos por un número que variaban entre 750 y 900 integrantes del TMT. En diciembre de ese año, UNFICYP reporta la presencia de 3000 refugiados alojados en casas y el edificios escolares.
El 12 de marzo de 1965, un incidente mayor ocurrió en el lugar cuando la Guardia Nacional ocupó dos alturas próximas entre la localidad y tres villas turcochipriotas. Luego de varios días, una persona de cada comunidad perdió la vida.
Según datos de 1971, los turcochipriotas desplazados procedían principalmente de Ayios Epiphanios / Esendağ, Linou, Korakou , Petra / Dereli, Peristerona, Agioi Iliofotoi / Zeytinlik, Orounta, Mansoura (Chipre) / Mansur, Sellain T'api / Selçuklu.

## Acciones durante la Operación Atila
El 21 de julio de 1974, a las 4:45, la localidad recibió fuego de morteros y ametralladoras pesadas por parte de los grecochipriotas. A las 8:45, la Guardia Nacional (NG) realizó otro ataque con cohetes y bombas.
El enclave fue tomado por la NG el 22 de julio de 1974 a las 15. En el lugar se estableció un batallón de esa fuerza mientras que una compañía del contingente danés de UNFICYP hizo lo propio. La relación entre la NG y los pobladores no fue mala, incluso algunos fueron autorizados a desplazarse brevemente fuera del lugar.
El 24 de julio UNFICYP evacuó a los turistas y personas con pasaportes extranjeros hacia la base de Akrotiri. El 4 de agosto, parte de los prisioneros TC fueron trasladados a Limassol
La tarde del 16 de agosto de 1974, en las postrimerías de la Operación Atila (fase II), una columna de 20 tanques turcos ingresó a la localidad poniendo fin a la dominación grecochipriota en el lugar.
Según UNFICYP, la actividad militar ese día fue:
- 15 h: la NG se retira de los sectores de Limnitis y Lefka.
- 17 h: una columna de vehículos blindados turcos pasan a través de Xeros en dirección de Lefka.
- 18 h: fuerzas turcas entran a Lefka y continúan su camino en dirección este hacia Agios Nikolaos.

La ocupación de Galini se concretó el 3 de septiembre de 1974. Esto permitió el enlace entre Limnitis y Lefka. El 5 de septiembre, el comandante turco en el lugar informó a UNFICYP que la NG debía evacuar las posiciones al oeste de Limnitis.

## Toponimia
Según algunas fuentes, la ciudad estaba cubierta por una clase de árbol cuya madera era de color claro (llamada "Lefgios" en antiguo griego, la cual se cree que derivó en el nombre Lefka). Luego de cien años, algunas casas fueron construidas adoptando la actual fisonomía del centro de la ciudad.
Con el paso de los años, el nombre Lefgios ha sido alterado alcanzando el nombre final de Lefka (Lefke).
Según otras fuentes, existió una niña griega de nombre Lefka, origen del nombre de la ciudad. Esta niña sufrió una enfermedad desconocida por la que debió ir a un pueblo cerca de las montañas para curarse.

## Organización política
De acuerdo a la administración política realizada por las autoridades de la República Turca del Norte de Chipre, se puede entender a Lefke a las siguientes acepciones, con la población que en cada caso se detalla (2006):
| Organización                                             | Población |
| -------------------------------------------------------- | --------- |
| Subdistrito de Lefke (parte del distrito de Güzelyurt)   | 10.702    |
| Municipalidad de Lefke. Comprende las siguientes villas: | 7.532     |
| Çamliköy                                                 | 255       |
| Doğanci                                                  | 1.291     |
| Gaziveren                                                | 1.002     |
| Taşpinar                                                 | 212       |
| Yeşilirmak                                               | 410       |

La municipalidad de Lefka fue establecida en 1900, manteniendo su estatus luego de la invasión turca y el establecimiento de la República Turca del Norte de Chipre. Actualmente, le dependen los siguientes poblados:
Pentagiea (Yeşilyurt).
Peristeronari (Cengizköy).
Karavostasi (Gemikonagi).
Xeros (Denizli).
Potamos tou Kampou (Yedidalga).
Ampelikou (Bağlıköy).
Actualmente, la municipalidad tiene 60 empleados.
Es administrada por el jefe de Consejo, que es elegido por los ciudadanos. Está compuesto por ocho miembros, elegidos cada cuatro años.
Edificio Administrativo o del Consejo: El edificio Kaymakamlik (Oficina Administrativa del Distrito) fue construido en 1938, y alberga a los siguientes departamentos:
- El consejo de Güzelyurt el cual está representado en Lefka.
- Corte Distrital de Lefka.
- Departamento de Agricultura.
- Departamento de Impuestos.
- Oficina Postal.

Oficina Postal: Ésta fue constituida en 1938 y se sitúa en el edificio del Consejo.
Oficina de Seguridad: Construida en 1938, contigua a la Oficina Postal.
Oficina de telecomunicaciones: Inició sus operaciones en 1933.
Oficina de Seguridad Social, Asistencia Social y Empleo: Comenzó a operar en 1977. Su objeto es la ayuda de familias de escasos recursos, provisión de seguridad social a ancianos y ayuda obtención de trabajo a desempleados.